# Hyophila setschwanica
Hyophila setschwanica är en bladmossart som beskrevs av Hilpert och Chen Pan-chieh 1941. Hyophila setschwanica ingår i släktet Hyophila och familjen Pottiaceae. Inga underarter finns listade i Catalogue of Life.